# Philippe Muller
Pour les articles homonymes, voir Müller.
Ne doit pas être confondu avec Philip Muller ou Philipp Müller.
Philippe Muller (né le 20 avril 1946 à Mulhouse) est un violoncelliste français.

## Biographie
Philippe Muller grandit entouré par univers musical autant français qu'allemand, caractéristique à l'Alsace. Il entre pour la première fois en contact avec le violoncelle sous la houlette de Dominique Prete.[réf. nécessaire]
Il intègre le Conservatoire de Paris où il étudie d'abord avec André Navarra, son mentor, puis avec Mstislav Rostropovitch et Paul Tortelier.
Il consacre une part importante de sa carrière à la musique de chambre. Longtemps violoncelle solo de l'Orchestre de chambre de Versailles,, il fonde en 1970 un trio avec Jean-Jacques Kantorow et Jacques Rouvier. En 1976, il intègre l’Ensemble Intercontemporain au sein duquel il reste sept ans.
En 1979, il succède à son maître André Navarra comme professeur au Conservatoire national supérieur de musique et de danse de Paris. Figure de proue de l'école française du violoncelle, il se passionne pour l’enseignement et forme durant trente cinq ans un grand nombre d’élèves dont plusieurs deviennent célèbres parmi lesquels Gautier Capuçon, Emmanuelle Bertrand, Anne Gastinel, Raphaël Pidoux, François Salque, Xavier Phillips ou encore Marc Coppey.
En 2014, atteignant l'âge de la retraite, il émigre aux États-Unis et accepte un poste d’enseignant à la Manhattan School of Music.
Outre ses fonctions d'enseignant, il est également fréquemment invité à siéger au jury des plus prestigieux concours internationaux de violoncelle, comme le Concours international de violoncelle Paulo, Grand Prix Emanuel Feuermann (2006, 2010, 2014), le Concours international de violoncelle Pablo-Casals (2014) ou le Concours international George Enescu (2018). Il se produit également en soliste aussi souvent que possible et collabore avec de nombreuses formations. Les grandes villes européennes, américaines et asiatiques l’accueillent régulièrement.[réf. nécessaire]

## Discographie
- Vivaldi : Six sonates pour violoncelle et clavecin Op. 14 (avec Klaus Preis), Da Camera Magna
- Mozart : Quatuors avec flûte (avec András Adorján, Pina Carmirelli, Philipp Naegele), Sastruphon
- Ludwig van Beethoven : Sérénades (avec Pina Carmirelli, Philipp Naegele), Impromptu
- Johann Sebastian Bach : L' Offrande musicale (avec András Adorján, Johannes Nerokas, Bernd Krakow, Masafumi Hori, Maria Fülöp, Philipp Naegele, Jürgen Wolf), Sastruphon, 1972
- Bohuslav Martinů, Maurice Ravel : Duos pour violon et violoncelle (avec Pina Carmirelli), Da Camera Magna, 1972
- Johann Sebastian Bach : L'Art de la fugue (avec Pina Carmirelli, Maria Fülöp, Philipp Naegele), Sastruphon, 1973
- Bohuslav Martinů : Sonates pour violoncelle (avec Ralf Gothoni), Da Camera Magna, 1975
- Violoncelle et Orgue (avec Rolf Schönstedt), Da Camera Magna, 1976
- Paganini, Boccherini : Musique de Chambre de Guitare (avec Rudolf Wangler, Philipp Naegele, Jean-Claude Bouveresse, Marjan Karuza), Da Camera Song, 1976
- L'art du violoncelle (avec Brigitte Haudebourg, Jacques Rouvier, Henri Wojtkowiak, Paul Tortelier), Arion, 1979
- Bohuslav Martinů, Études pour violoncelle 2 (avec Ralf Gothoni), Da Camera Magna,1979
- Jacques Offenbach : Duos pour violoncelles (avec Alain Meunier), 1980
- Gabriel Fauré, César Franck : Œuvres pour violoncelle et Piano, (avec Jacques Rouvier), Harmonia Mundi, 1982
- Michel Merlet : Musique de Chambre (avec Jean-Jacques Kantorow, Pascal Devoyon), Cybelia, 1983
- Guy Ropartz : Sonates pour violoncelle et piano (avec Monique Bouvet), Oybella, 1989
- Igor Stravinsky : Histoire du Soldat et autres pièces (avec Pierre-Henri Xuereb, Jean-Louis Haguenauer, Michel Lethiec, Annick Roussin, Alexis Galperine, Fabrice Pierre, Patrick Gallois), OPES 3D, 1993
- Jacques Castérède : Trois paysages d'Automne (avec l'orchestre Jean-Louis Petit), REM, 1999
- Ivo Malec : Arco-I, Motus, 1999
- Jean-Sébastien Bach : Les 6 Suites pour violoncelle seul, Passavant Music, 2008
- Jean Cras : Musique de Chambre (avec Shikiko Tsuruzono, Akiko Nanashima, Jacques Gauthier), Fontec, 2012

### En trio avec Jean-Jacques Kantorow et Jacques Rouvier
- Dmitri Chostakovitch, Bohuslav Martinů : Trios du XXe siècle, Da Camera Magna, 1971
- Maurice Ravel : Trio pour piano, violon, violoncelle / Sonate pour violon et violoncelle, Erato, 1975
- Johannes Brahms : Trio no 1, Opus 8 en Si Majeur pour piano, violon et violoncelle, Sarastro, 1977
- Beethoven : Trio L'Archiduc Opus 97, Accord, 1978
- Johannes Brahms : Trios opus 87 (Ut Majeur), opus 101 (Ut mineur), Accord, 1979
- Hans Pfitzner : Trio en Fa mineur Opus 8 pour violon, violoncelle et piano, Da Camera, 1980
- Franz Schubert : Trio Opus 99, Forlane, 1982
- Franz Schubert : Quintette « La Truite » Opus 114, (Avec Vladimir Mendelssohn et Duncan Mc.Tier), Forlane, 1982
- Debussy, Ravel, Fauré : Trios pour piano, violon, violoncelle, Denon, 1993

### Avec l'Orchestre de chambre de Heidelberg
- Antonio Vivaldi : Concertos pour violoncelle, Sastruphon
- Georg Philipp Telemann : Triple concerto en si bémol majeur, concert en sol majeur, suite de concert en ré majeur, Da Camera Magna, 1974

### Au sein de l'Octuor de Paris
- Franz Schubert : Octuor en Fa, Opus 166 (avec Jean-Pierre Laroque, Guy Deplus, Gabin Lauridon, Daniel Bourgue, Jean-Louis Bonafous, Gérard Klam, Jean Léber), CGD, 1978

### Au sein de l'Ensemble intercontemporain
- Maurice Ravel : Chansons madécasses (avec Jessye Norman, Alain Marion, Pierre-Laurent Aimard), 1979
- Arnold Schoenberg : La Nuit transfigurée, Op. 4 (avec Charles-André Linale, Maryvonne Le Dizès, Jean Sulem, Garth Knox, Pierre Strauch)